# (231679) 1995 QE1
1995 كيو إي 1 (ويعرف أيضًا باسم (231679) 1995 كيو إي 1 وفق تسمية الكوكب الصغير) (بالإنجليزية: 1995 QE1)‏ هو كويكب ضمن حزام الكويكبات؛ وترتيبه 231679 من حيث الاكتشاف.
اكتُشف هذا الجُرم الفلكي بواسطة برنامج شميدت للكويكبات في بكين في 19 أغسطس 1995.

## وصلات خارجية
- (231679) 1995 QE1 في قاعدة بيانات مختبر الدفع النفاث لأجرام النظام الشمسي الصغيرة

- الاكتشاف · مخطط المدار ·  العناصر المدارية · المعلمات المادية

- (231679) 1995 QE1 على موقع ويكي سكاي: DSS2, SDSS, GALEX, IRAS, Hydrogen α, X-Ray, Astrophoto, Sky Map, Articles and images